# Хоффманн, Феликс
Феликс Хоффманн (нем. Felix Hoffmann, 21 января 1868 года, Людвигсбург — 8 февраля 1946 года, Швейцария) — немецкий химик, первым синтезировавший диаморфин, известный под коммерческим названием героин. Ему также приписывается синтез аспирина, хотя синтезировал ли он аспирин действительно самостоятельно или по инструкции Артура Айхенгрюна, является спорным.

## Биография
Обучался химии в Мюнхенском Университете, в 1894 году поступил на службу в исследовательское отделение Bayer в Элберфельде (сегодня административный округ г. Вупперталь).
Работая в лаборатории Артура Айхенгрюна, Хоффманн совершил 10 августа 1897 года наиболее известное своё открытие, впервые получив образцы ацетилсалициловой кислоты в форме, возможной для медицинского применения. Bayer зарегистрировала новое лекарство под торговой маркой аспирин. В этом же году Хоффманн проводит эксперименты по ацилированию морфина, получая лекарственный героин.
Необходимо упомянуть, что оба вещества впервые синтезировались до Хоффманна (ацетилсалициловая кислота — Шарлем Фредериком Жераром в 1853 году, героин — Алдером Райтом), однако именно Хоффманн получил их в пригодных для лекарственного применения формах.

## Альтернативная версия открытия аспирина
Согласно альтернативной истории открытия аспирина, опубликованной в 1949 году бывшим сотрудником Bayer Артуром Айхенгрюном, именно Айхенгрюн руководил синтезом аспирина и нескольких других связанных веществ. Он также утверждал, что он руководил начальной стадией клинических испытаний аспирина. Наконец, он утверждал, что роль Хоффмана была ограничена синтезом препарата согласно открытому им (Айхенгрюном) методу. Айхенгрюн не имел возможности настоять на своих правах из-за своего еврейского происхождения, хотя ещё в 1944 году он указал себя как изобретателя аспирина в письме IG Farben (дочерней компании Bayer) с просьбой посодействовать его освобождению из концентрационного лагеря Терезиенштадт.
Версия Айхенгрюна не была принята во внимание до 1999, когда Уолтер Снидер из Университета Стратклайда в Глазго пришёл к выводу, что в действительности именно версия Айхенгрюна была верна. Bayer отвергла этот факт, настаивая, что именно Хоффман изобрел препарат.